# Stillwater Creek (Bering River)
Der Stillwater Creek ist ein acht Kilometer langer rechter Nebenfluss des Bering Rivers in zentralen Süden des US-Bundesstaats Alaska.

## Verlauf
Der Stillwater Creek bildet den Abfluss des Kushtaka Lakes, der vom Kushtaka-Gletscher gespeist wird. Der Stillwater Creek verlässt den See an dessen Nordostufer. Er fließt in überwiegend südöstlicher Richtung und durchschneidet dabei einen Höhenrücken im Südosten der Chugach Mountains. Da der Bering River vom Steller-Gletscher abgeschnitten wurde, liefert der Stillwater Creek die Hauptwassermenge im Oberlauf des Bering Rivers.